# Pio V. Corpuz
Pio V. Corpuz (Limbuhan) ist eine philippinische Stadtgemeinde in der Provinz Masbate. Sie hat 23.236 Einwohner (Zensus 1. August 2015).

## Baranggays
Pio V. Corpuz ist politisch in 18 Baranggays unterteilt.
| - Alegria - Buenasuerte - Bugang - Bugtong - Bunducan - Cabangrayan | - Calongongan - Casabangan - Guindawahan - Labigan - Lampuyang - Mabuhay | - Palho - Poblacion - Salvacion - Tanque - Tubigan - Tubog |